# Federico Olivera
Federico Olivera (Buenos Aires; 6 de abril de 1970) es un actor, director y dramaturgo argentino. Es el hermano menor del actor Diego Olivera.

## Carrera
Como actor de teatro participó en Hamlet de William Shakespeare en el teatro CCC, en Conversaciones después de un entierro de Yasmina Rezza en el teatro Broadway, en Codicia de David Mammet en el teatro Liceo, en Visitando al Sr Green de Jeff Baron en el teatro Multiteatro, en De pies y manos de Tito Cossa en el Teatro del Pueblo.
Como director participó en Don Juan de Molière en el teatro Metropolitan, Matar el pensamiento en el teatro Portón de Sánchez y la coordinación teatral de Glorias Porteñas en el Teatro Gral. San Martín y gira por distintas ciudades de España.
Su actividad como actor en televisión incluye una veintena de programas entre los que se destacan Mujeres de nadie, Mujeres asesinas, Padre Coraje, Los simuladores, La mujer del presidente, Son de diez y otros. Además trabajó en diversas películas como Las cosas del querer II, La vida según Muriel, Líneas de teléfono, Espérame mucho, entre otras.

## Cine
| Año  | Título                 | Personaje | Notas           |
| ---- | ---------------------- | --------- | --------------- |
| 1983 | Espérame mucho         | Juancito  | Papel principal |
| 1995 | Las cosas del querer 2 | Claudio   | Papel principal |
| 1996 | Líneas de teléfonos    | Ariel     | Papel principal |
| 1996 | El dedo en la llaga    | Marcelo   | Papel principal |
| 1997 | La vida según Muriel   | Tony      | Papel principal |
| 1997 | Historias breves 2     | Mateo     | Papel principal |
| 1997 | El Che                 | Debray    | Papel principal |

## Televisión
| Año       | Título                   | Canal      | Personaje                                                     | Notas         |
| --------- | ------------------------ | ---------- | ------------------------------------------------------------- | ------------- |
| 1992-1995 | Son de diez              | Canal 13   | Federico                                                      | 158 episodios |
| 1996      | De poeta y de loco       | Canal 13   | Mariano                                                       | 35 episodios  |
| 1997-1998 | ¿Son o se hacen?         | Canal 9    | Federico                                                      | 139 episodios |
| 1999      | La mujer del presidente  | Telefe     | Sebastián                                                     | 5 episodios   |
| 2000      | Los médicos de hoy       | Canal 13   | Dr. Javier Muller                                             | 128 episodios |
| 2001      | PH, propiedad horizontal | Azul TV    | Juancito                                                      | 122 episodios |
| 2001      | Yago, pasión morena      | Telefe     | Renzo Chamorro                                                | 161 episodios |
| 2002-2003 | Máximo corazón           | Telefe     | Felipe Orlando Linares                                        | 130 episodios |
| 2003      | Los simuladores          | Telefe     | Alejandro Barack "Ep:La gargantilla de las cuatro estaciones" | 1 episodio    |
| 2004      | Padre Coraje             | Canal 13   | Horacio Costa                                                 | 189 episodios |
| 2005      | Floricienta              | Canal 13   | Segundo Tarragón de La Hoya                                   | 10 episodios  |
| 2005      | Mujeres asesinas         | Canal 13   | Gabriel "Ep: Norah, amiga"                                    | 1 episodio    |
| 2005      | Numeral 15               | Telefe     | Leo "Ep: La última llamada"                                   | 1 episodio    |
| 2007      | Mujeres de nadie         | Canal 13   | Dr. Pablo Medina                                              | 146 episodios |
| 2012      | Babylon                  | Canal 9    | Frank Vitelli                                                 | 13 episodios  |
| 2014      | Guapas                   | Canal 13   | Ernesto                                                       | 75 episodios  |
| 2014-2015 | La misión                | TV Pública | Francisco "Frank" Kane                                        | 13 episodios  |
| 2015-2016 | 4 reinas                 | TV Pública | Pedro Medinilla                                               | 13 episodios  |
| 2016      | La casa del mar          | OnDirecTV  | Federico Ramos                                                | 8 episodios   |
| 2017      | Quiero vivir a tu lado   | Canal 13   | El Oso                                                        | 6 episodios   |
| 2018      | Simona                   | Canal 13   | Santiago Solano                                               | 151 episodios |
| 2018-2019 | Otros pecados            | Canal 13   | Marcos "Ep2: Las manos"                                       | 1 episodio    |
| 2019      | Tu parte del trato       | Canal 13   | Fernando Cox                                                  | 8 episodios   |
| 2019      | El host                  | Canal 13   | Marcelo Díaz                                                  | 1 episodio    |
| 2024      | La voz ausente           | Disney+    | José Rouviot                                                  | 7 episodios   |

## Teatro
- Hamlet (actor)
- Conversaciones después de un entierro (actor)
- Codicia (actor)
- Don Juan (adaptación, actor, director)
- Visitando al Sr. Green (actor)
- Matar el pensamiento (autor, director)
- Glorias Porteñas (coordinador general)
- Clásico (Sucesos Argentinos) (actor)
- De pies y manos (actor)